# 伊東市立門野中学校
伊東市立門野中学校（いとうしりつ かどのちゅうがっこう）は、静岡県伊東市鎌田にある公立中学校。

## 沿革
- 1986年（昭和61年） - 校章制定、制服制定[1]。
- 1987年（昭和62年） - 開校、校旗制定[1]。
- 1988年（昭和63年） - 校歌制定[1]。
- 1990年（平成2年） - 土地の合分筆により地番変更、プール完成[1]。
- 1996年（平成8年） - 給食棟完成[1]。
- 2002年（平成14年） - 体育館ほかバリアフリー工事[1]。